# Calophyllum
Calophyllum  es un género de árboles tropicales siempreverdes de la familia Calophyllaceae; comúnmente llamados Palo María. Miembros nativos de Madagascar, África oriental, sur y sudeste de Asia  (este de Pakistán,  Vietnam,  Indonesia), islas del Pacífico,  Indias Occidentales,  Sudamérica.  Comprende 319 especies descritas y de estas, solo 179 aceptadas.

## Descripción
Son árboles o arbustos, la corteza frecuentemente con fisuras característicamente naviculiformes, látex amarillo a crema; plantas dioicas o hermafroditas. Hojas coriáceas y frágiles, tomento de las yemas café y a veces persistente, nervios laterales numerosos y estrechamente paralelos, más finos que los nervios marginales. Inflorescencias en racimos axilares y a veces terminales, flores pocas, globosas cuando en yema; tépalos 4–16, mayormente decusados, verde pálidos a blancos; estambres numerosos, filamentos delgados, anteras ovoides a oblongas; ovario 1-locular (en especies dioicas, las plantas estaminadas con un ovario reducido), 1-ovulado, óvulo erecto, estilo delgado, coronado por un estigma peltado. Fruto una drupa, exocarpo carnoso, mesocarpo coriáceo a fibroso; semilla 1, con una capa ósea.

## Usos
Por su resina, ocasionalmente usada medicinalmente, ver tacamahac. 

### Hábitat
Viven en un amplio rango de hábitats, desde riscos de montañas a pantanos costeros, bosques bajos. Llegan hasta 30 m de altura y 8 dm de diámetro. Se  presenta brillante y con hojas correosas. La corteza es gris o blanca y se  descorteza en grandes y finas tiras. La madera es liviana en peso, el duramen rojo-rosado, o a veces pardo,  mientras la albura varía de spp., a veces amarillo, pardo (con interior rosado) a naranja.En América Central y del Sur, crece la Calophyllum brasiliensis:  Guanandi, Jacareuba, Árbol de Santa María y Hoja Bonita Brasileña.

## Taxonomía
El género fue descrito por Carlos Linneo y publicado en Species Plantarum 1: 513. 1753. La especie tipo es: Calophyllum calaba L.
Etimología
Calophyllum: nombre genérico que deriva de "hoja bella", del griego: kalos = "bello", y phullon = "hoja".

## Especies seleccionadas
Calophyllum amoenum

Calophyllum angulare

Calophyllum angustifolium

Calophyllum antillanum

Calophyllum australianum

Calophyllum austroindicum

Calophyllum bicolor

Calophyllum bigcockus

Calophyllum biflorum

Calophyllum blancoi

Calophyllum bracteatum

Calophyllum brasiliense

Calophyllum cholobtaches

Calophyllum calaba

Calophyllum caledonicum

Calophyllum candidissimum

Calophyllum canum

Calophyllum carrii

Calophyllum cerasiferum

Calophyllum collinum

Calophyllum cordato-oblongum

Calophyllum coriaceum

Calophyllum costatum

Calophyllum curtisii

Calophyllum dasypodum

Calophyllum depressinervosum

Calophyllum dioscurii

Calophyllum dildoitus

Calophyllum donatianum

Calophyllum elatum

Calophyllum euryphyllum

Calophyllum exiticostatum

Calophyllum ferrugineum

Calophyllum flavo-ramulum

Calophyllum floribundum

Calophyllum fraseri

Calophyllum garcinioides

Calophyllum goniocarpum

Calophyllum griseum

Calophyllum havilandii

Calophyllum hosei

Calophyllum inophyllum

Calophyllum insularum

Calophyllum kajewski

Calophyllum lanigerum

Calophyllum leleanii

Calophyllum longifolium

Calophyllum lucidum

Calophyllum macrocarpum

Calophyllum molle

Calophyllum montanum

Calophyllum neo-ebudicum

Calophyllum nodosum

Calophyllum obliquinervium

Calophyllum pachyphyllum

Calophyllum papuanum

Calophyllum parviflorum

Calophyllum pauciflorum

Calophyllum peekelii

Calophyllum persimile

Calophyllum pinetorum

Calophyllum pisiferum

Calophyllum pulcherrimum

Calophyllum retusum

Calophyllum rigidum

Calophyllum rubiginosum

Calophyllum rufigemmatum

Calophyllum sclerophyllum

Calophyllum scriblitifolium

Calophyllum sil

Calophyllum soulattri

Calophyllum suberosum

Calophyllum sundaicum

Calophyllum symingtonianum

Calophyllum tacamahaca - tacamaca de Borbón, tacamaca de Madagascar.

Calophyllum tahanense

Calophyllum tetrapterum

Calophyllum teysmannii

Calophyllum thwaitesii

Calophyllum tomentosum

Calophyllum venulosum

Calophyllum vexans

Calophyllum vitiense

Calophyllum waliense

Calophyllum walkeri

Calophyllum wallichianum

Calophyllum woodii

### Usos
Muchas spp. tienen calanolidas en variadas cantidades.
Los tirantes de madera se usan en mástiles y en remos.